# Эвениус, Александра Ивановна
Александра Ивановна Эвениус (~1821 — 1869) — российский педагог; основательница содержательница пансиона для девочек в городе Москве.

## Биография
Получив необходимое образование А. И. Эвениус, происходившая из российских немцев, вскоре посвятила себя педагогической деятельности, сначала в тесном кругу родного семейства, потом в своей маленькой школе, далее в качестве начальницы женской школы при Московской лютеранской церкви Святых Петра и Павла и, наконец, опять в своем пансионе, открытом ею на широких началах. 

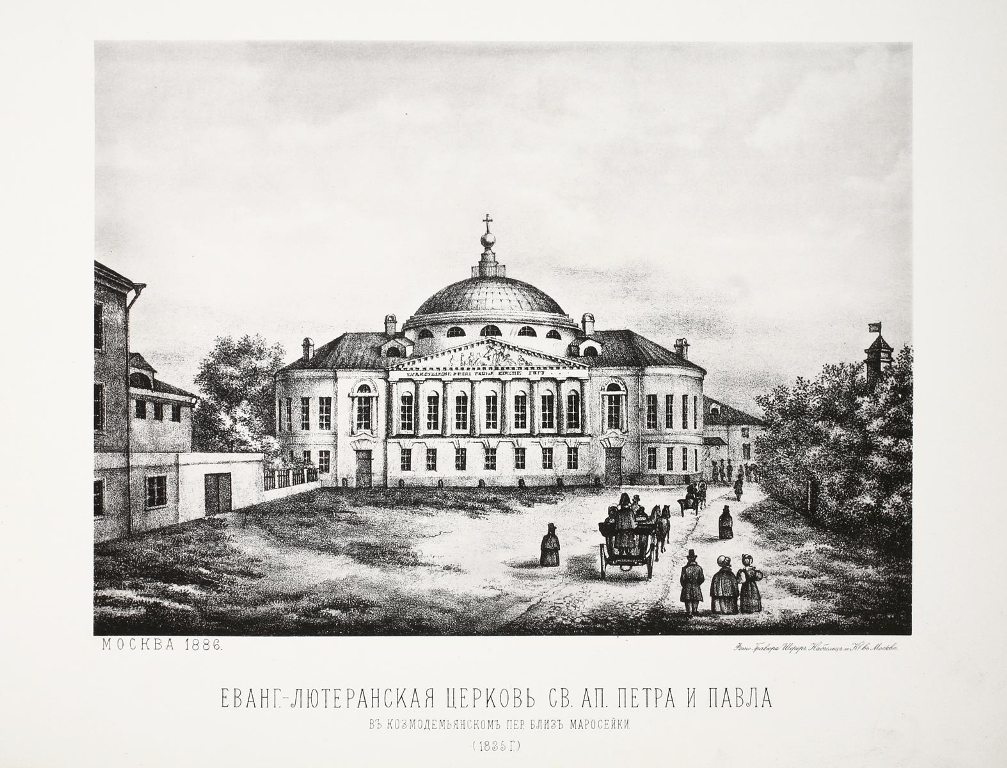
Собор Святых Петра и Павла

Наибольшую активность она проявила в немецкой школе, которая всецело своим существованием и развитием была обязана Эвениус. Ее влияние и благоразумный педагогический такт сделали то, что школа эта стала одним из лучших частных учебных заведений в Москве. Понятна отсюда та грусть, с какою она вынуждена была покинуть своё детище, когда местное начальство стало вводить новые, идущие вразрез с ее убеждениями порядки, в частности преподавание на немецком языке (упомянутая выше церковь финансировались в основном из Германии). С последним нововведением она никак не могла примириться, так как большинство учениц были русские.
В 1872 году, оставив школу, она вновь основала свой пансион. И тут нравственные качества, которыми так богато была одарена А. Эвениус, привлекли большое число учениц в её пансион: общество, доверявшее Эвениус своих детей, видело в ней истинно образованную женщину, способную дать и хорошее образование, и прочное воспитание детям. И действительно, своей изумительной деятельностью, и энергией, и высокими нравственными воззрениями на жизнь она благотворно действовала на своих учениц, которые и по выходе из пансиона сохраняли к ней глубокое уважение. Живым доказательством такого расположения к ней было желание многочисленного общества отдать последний долг уважаемому педагогу. 
Александра Ивановна Эвениус скончалась после непродолжительной болезни 7 сентября 1869 года.